# Berlin–Cottbus–Berlin 1950
Berlin–Cottbus–Berlin 1950 war die 32. Austragung des traditionsreichen Rennens von Berlin in den Spreewald nach Cottbus und zurück nach Berlin. Ausgetragen wurde das Rennen am 23. April für die Fahrer aller Altersklassen des Deutschen Radsportverbandes der DDR mit unterschiedlichen Streckenlängen. Die Fahrer der Klassen A bis C fuhren auf einer Strecke mit der Länge von 260 Kilometern. Mehr als 600 Meldungen für alle Klassen gingen bei den Organisatoren der BSG Rotation Berlin ein. Die Fahrer der Klassen A und B wurden gemeinsam gewertet.

## Rennverlauf
Das Straßenradrennen wurde mit zunehmender Länge zu einer Unwetterfahrt mit teilweise starkem Regen und Wind. Start und Ziel war der Senefelderplatz. Neben den DDR-Fahrern gingen auch Radrennfahrer aus Hamburg, Hannover und Köln an den Start. Die Vorgabe der B-Fahrer von fünf Minuten war in Märkisch Buchholz aufgeholt. Hier musste auch Mitfavorit Max Bartoskiewicz nach einem Sturz ausscheiden und es bildete sich die entscheidende Spitzengruppe. Am Stadtrand von Berlin, in Grünau, waren noch sieben Fahrer vorn. Im Friedrichshain erfolgte ein Angriff von Willy Irrgang, den niemand mehr parieren konnte. Irrgang erreichte das Ziel als Solist, den Sprint der Verfolger gewann Ronny Maraun.

## Ergebnis
|     | Fahrer          | Ort              | Zeit (h) |
| --- | --------------- | ---------------- | -------- |
| 01. | Willy Irrgang   | Endspurt Berlin  | 8:07:15  |
| 02. | Ronald Maraun   | Endspurt Berlin  | 8:08:05  |
| 03. | Manntz          | NRVG Luisenstadt | 8:08:05  |
| 04. | Werner Gallinge | Endspurt Berlin  | 8:08:05  |
| 05. | Paul Dinter     | SG Mittenwalde   | 8:08:05  |
| 06. | Heinz Siebert   | NRVG Luisenstadt | 8:08:05  |
| 0 … |                 |                  |          |